# Conus hervillardi
Espèce
Conus hervillardi est une espèce de mollusques gastéropodes marins de la famille des Conidae.
Comme toutes les espèces du genre Conus, ces escargots sont prédateurs et venimeux. Ils sont capables de « piquer » les humains et doivent donc être manipulés avec précaution, voire pas du tout.

## Taxonomie

### Publication originale
L'espèce Conus hervillardi a été décrite pour la première fois en 2022 par les malacologistes Éric Monnier (d), Fabrice Prugnaud et Loíc Limpalaër dans « Xenophora Taxonomy »,.

### Synonymes
- Conus (Pionoconus) hervillardi (Monnier, Prugnaud & Limpalaër, 2022) · appellation alternative
- Pionoconus hervillardi Monnier, Prugnaud & Limpalaër, 2022 · non accepté